# Renatinho (ur. 1988)
Renato Ribeiro Calixto (ur. 4 października 1988) – brazylijski piłkarz występujący na pozycji napastnika.

## Kariera klubowa
Od 2007 roku występował w klubach Coritiba, Londrina, Atlético Goianiense, Ponte Preta, Kawasaki Frontale i Guangzhou R&F.